# Randy Williams (beach-volley)
Pour les articles homonymes, voir Randy Williams (homonymie) et Williams.
Randy Williams, née le 31 décembre 1984, est une joueuse sud-africaine de beach-volley.

## Biographie
Avec Palesa Sekhonyana, elle remporte la médaille de bronze des Jeux africains de 2011 à Maputo et la médaille d'argent des Jeux africains de 2015 à Brazzaville. 
Diplômée de la South Peninsula High School en 2002, elle est designer graphique.